# Novochochlovskaja
Novochochlovskaja (Russisch: Новохохловская) is een station aan de kleine ringspoorlijn in de Russische hoofdstad Moskou. Het station ligt op het punt waar de kleine ringspoorlijn de spoorlijn van Station Moskva Koerskaja naar Koersk kruist. Het station is niet een van de oorspronkelijke stations van de kleine ringspoorlijn, maar gebouwd in het kader van de heropening van de kleine ringspoorlijn voor personenvervoer. De kleine ringspoorlijn is als Moskouse centrale ringlijn onder lijnnummer 14 op 10 september 2016 geopend. Voor het stadsgewestelijk net van Moskou is ook aan de spoorlijn naar Koersk een perron gebouwd. Sinds 6 september 2018 kunnen forensen overstappen tussen voorstadstrein en lijn 14. Sinds de opening van het stadsgewestelijk net eind 2019 wordt dat perron bediend door lijn D2.